# The Ark
The Ark er et svensk glam rock-band der blev dannet i august 1991 af Ola Salo, Jepson og Leari og de boede alle i industribyen Rottne ca. 20 kilometer nord for Växjö i Sverige.
I 1996 fik The Ark en pladekontrakt og udgav Ep’en Racing With The Rabbits. Succesen udeblev, og i 1998 blev bandet signet på et nyt selskab og flyttede til en ny by, Malmö. The Ark fik et job som opvarmning for bandet Kent, og samtidig lå deres single "Let Your Body Decide" på den svenske Top 10. Det var dog næste single, der for alvor gav The Ark det længe ventede gennembrud. Nummeret var "It Takes A Fool To Remain Sane" fra 2000, som bl.a. indbragte The Ark 2 svenske grammy’s (Årets Sang, Årets Artist) og den prestigefyldte pris som Bedste Nordiske Artist ved MTV Europe Music Awards samme år.
Siden kom albummet We Are The Ark (2000) efterfulgt af turnéer i Skandinavien og Europa, og to år senere kom In Lust We Trust (2002).
Albummet State Of The Ark udkom i 2004 og er indspillet i Tambourine Studios i Malmö og er produceret af bl.a. Per Sunding (Swan Lee).
The Ark spillede deres sidste koncert i Gröna Lund i Stockholm d. 16. september 2011 foran omkring 15.000 publikummer.

## Diskografi

### Studiealbum
| 2000                                     | We Are the Ark - Udgivet: 25 September 2000 - Pladeselskab: Virgin Records                                                | 1 | —  | —  | 32 |
| 2002                                     | In Lust We Trust - Udgivet: 26 August 2002 - Pladeselskab: Virgin Records                                                 | 1 | 18 | —  | 24 |
| 2004                                     | State of The Ark - Udgivet: 27 December 2004 - Pladeselskab: Virgin Records                                               | 1 | —  | 8  | —  |
| 2007                                     | Prayer for the Weekend - Udgivet: April 11, 2007 - Pladeselskab: Roxy Recordings                                          | 1 | —  | 3  | —  |
| 2010                                     | In Full Regalia - Udgivet: April 26, 2010 - Pladeselskab: Ark Records/Universal Music Group                               | 2 | —  | 12 | —  |
| 2011                                     | Arkeology: The Complete Singles Collection - Udgivet: February 23, 2011 - Pladeselskab: Ark Records/Universal Music Group | 3 | —  | —  | —  |
| "—" denotes releases that did not chart. | |   |    |    |    |

### Singler
| 2000                                     | "Let Your Body Decide"                         | We Are The Ark         | —  | 9  | —  | —  | —  | —   |
| 2000                                     | "It Takes a Fool to Remain Sane"               | We Are The Ark         | 7  | 1  | —  | 4  | —  | —   |
| 2000                                     | "Echo Chamber"                                 | We Are The Ark         | 42 | 7  | —  | —  | —  | —   |
| 2001                                     | "Joy Surrender"                                | We Are The Ark         | 23 | 3  | —  | —  | —  | —   |
| 2002                                     | "Let Your Body Decide" (International Version) | We Are The Ark         | 59 | —  | —  | 15 | —  | —   |
| 2002                                     | "Calleth You, Cometh I"                        | In Lust We Trust       | 2  | 1  | —  | 10 | —  | —   |
| 2002                                     | "Father of a Son"                              | In Lust We Trust       | 5  | 2  | —  | —  | —  | —   |
| 2002                                     | "Tell Me This Night Is Over"                   | In Lust We Trust       | 28 | 5  | 10 | —  | —  | —   |
| 2003                                     | "Disease"                                      | In Lust We Trust       | —  | 5  | 12 | —  | —  | —   |
| 2004                                     | "One of Us is Gonna Die Young"                 | State of The Ark       | 4  | 1  | 6  | —  | —  | —   |
| 2005                                     | "Clamour for Glamour"                          | State of The Ark       | 10 | 3  | 13 | —  | —  | —   |
| 2005                                     | "Trust Is Shareware"                           | State of The Ark       | —  | 11 | 11 | —  | —  | —   |
| 2005                                     | "Deliver Us from Free Will" [P]                | State of The Ark       | —  | —  | —  | —  | —  | —   |
| 2007                                     | "Absolutely No Decorum"                        | Prayer for the Weekend | 26 | 1  | 4  | —  | —  | —   |
| 2007                                     | "The Worrying Kind"                            | Prayer for the Weekend | 1  | 1  | 1  | 34 | 99 | 121 |
| 2007                                     | "Gimme Love To Give" [D]                       | Prayer for the Weekend | 56 | —  | —  | —  | —  | —   |
| 2007                                     | "Prayer for the Weekend"                       | Prayer for the Weekend | 15 | 3  | 3  | 32 | —  | —   |
| 2007                                     | "Little Dysfunk You"                           | Prayer for the Weekend | 58 | 2  | 9  | —  | —  | —   |
| 2010                                     | "Superstar"                                    | In Full Regalia        | 33 | 2  | 9  | —  | —  | —   |
| 2010                                     | "Stay With Me"                                 | In Full Regalia        | —  | —  | —  | —  | —  | —   |
| 2011                                     | "Breaking Up With God"                         | Arkeology              | —  | —  | 3  | —  | —  | —   |
| 2011                                     | "The Apocalypse Is Over"                       | Arkeology              | —  | —  | —  | —  | —  | —   |
| "—" denotes releases that did not chart. |                                                |                        |    |    |    |    |    |     |